# Linia kolejowa Marseille – Briançon
Linia kolejowa Marsylia - Briançon (fra: Ligne Marseille - Briançon) – linia kolejowa we Francji, o długości 315 km. Jest najdłuższą linią kolejową w regionie Prowansja-Alpy-Lazurowe Wybrzeże. Przecina region z południa na północ, przez departamenty: Delta Rodanu, Alpy Górnej Prowansji i Alpy Wysokie oraz krótkim odcinkiem przez departament Vaucluse.
Jest to linia jednotorowa, z wyjątkiem dwóch krótkich odcinków niedawno zbudowanych między Marsylią a Aix-en-Provence i innym na podejściem na Veynes i nie jest zelektryfikowana. Jest obsługiwana przez pociągi TER i Corail Intercités z wyjątkiem trasy pomiędzy Briançon i Veynes, gdzie niektóre pociągi Corail (Lunéa) kursują do Paryża.
Jej część pomiędzy Marsylią i Veynes-Dévoluy, w południowej części jest linią nr 905 000. Na odcinku od Briançon i Veynes-Dévoluy ma numer 915 000.